# Movimiento Español Sindicalista
El Moviment Espanyol Sindicalista (MES) (en castellà i oficialment: Movimiento Español Sindicalista) va ser un moviment polític espanyol d'extrema dreta, d'ideologia feixista i liderat per José Antonio Primo de Rivera. Aquesta organització fou la predecessora de Falange Española.

## Història

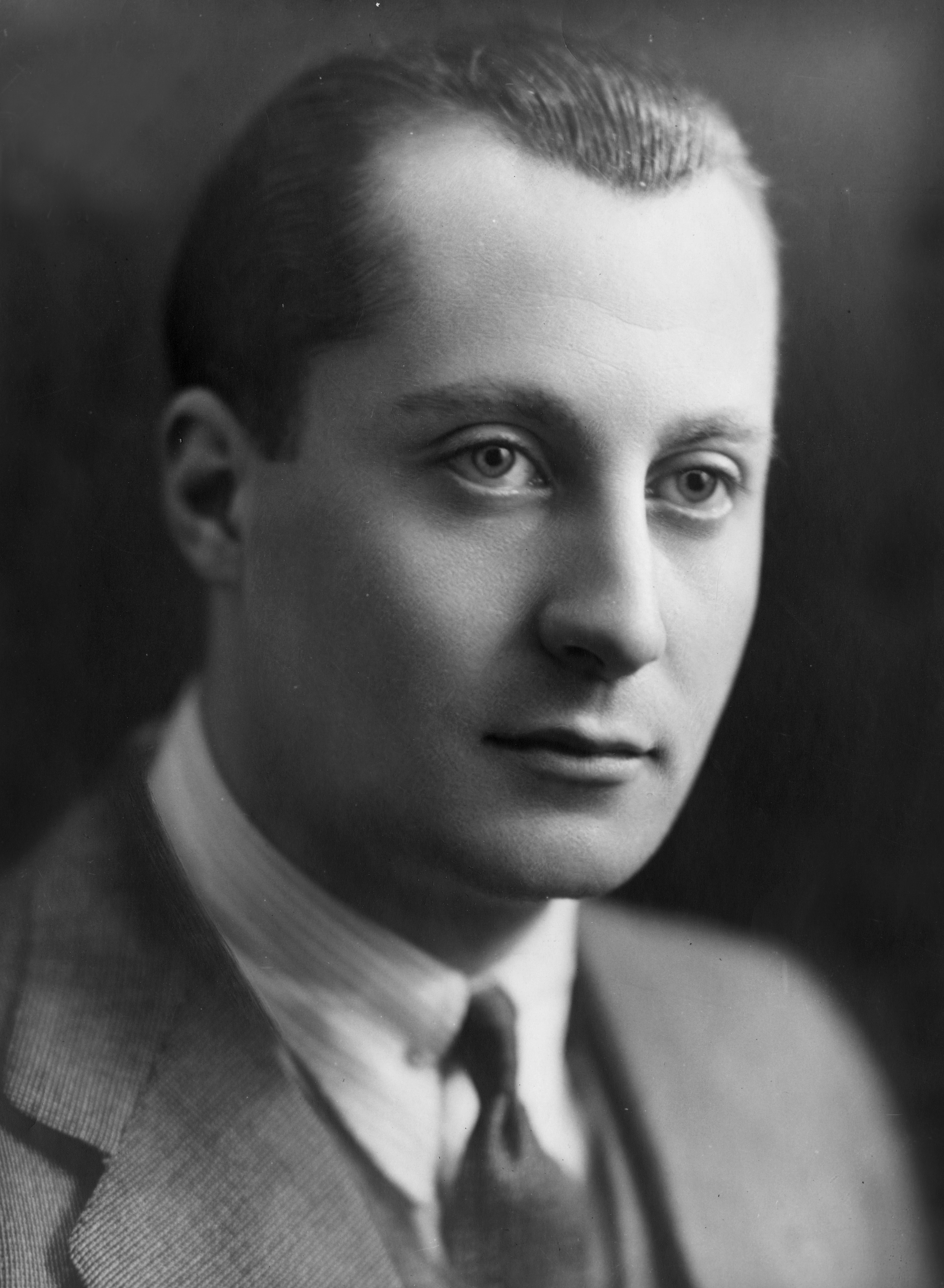
José Antonio Primo de Rivera, líder i cofundador del moviment.

El moviment va ser fundat el 20 d'abril 1933 per José Antonio Primo de Rivera al costat de l'escriptor Rafael Sánchez Mazas i l'aviador Julio Ruiz de Alda. Juntament amb aquests, s'afiliaren alguns destacats militants feixistes, com Dionisio Ridruejo, Alfonso García Valdecasas, Manuel Sarrión i Andrés de la Cuerda. Els membres del MES es reconeixien obertament feixistes, i de fet el moviment va començar a fer-se conegut en la seva propaganda com a Movimiento Español Sindicalista-Fascismo Español (MES-FE). No obstant això, aviat es va fer evident que la iniciativa no quallava en el panorama polític i va tenir un escàs èxit. A l'agost de 1933 Primo de Rivera va signar amb els sectors monàrquics l'anomenat «Pacte de l'Escorial», pel qual es va aconseguir una aliança entre els representants de Renovación Española i el MES-FE. El 29 d'octubre de 1933, en plena campanya electoral, el MES va celebrar un míting en el Teatre de la Comèdia de Madrid que va constituir una refundació del moviment, passant a anomenar-se Falange Espanyola.